# Collinston
Collinston – wieś w Stanach Zjednoczonych, w stanie Luizjana, w parafii Morehouse.